# Región del Monte Kenia

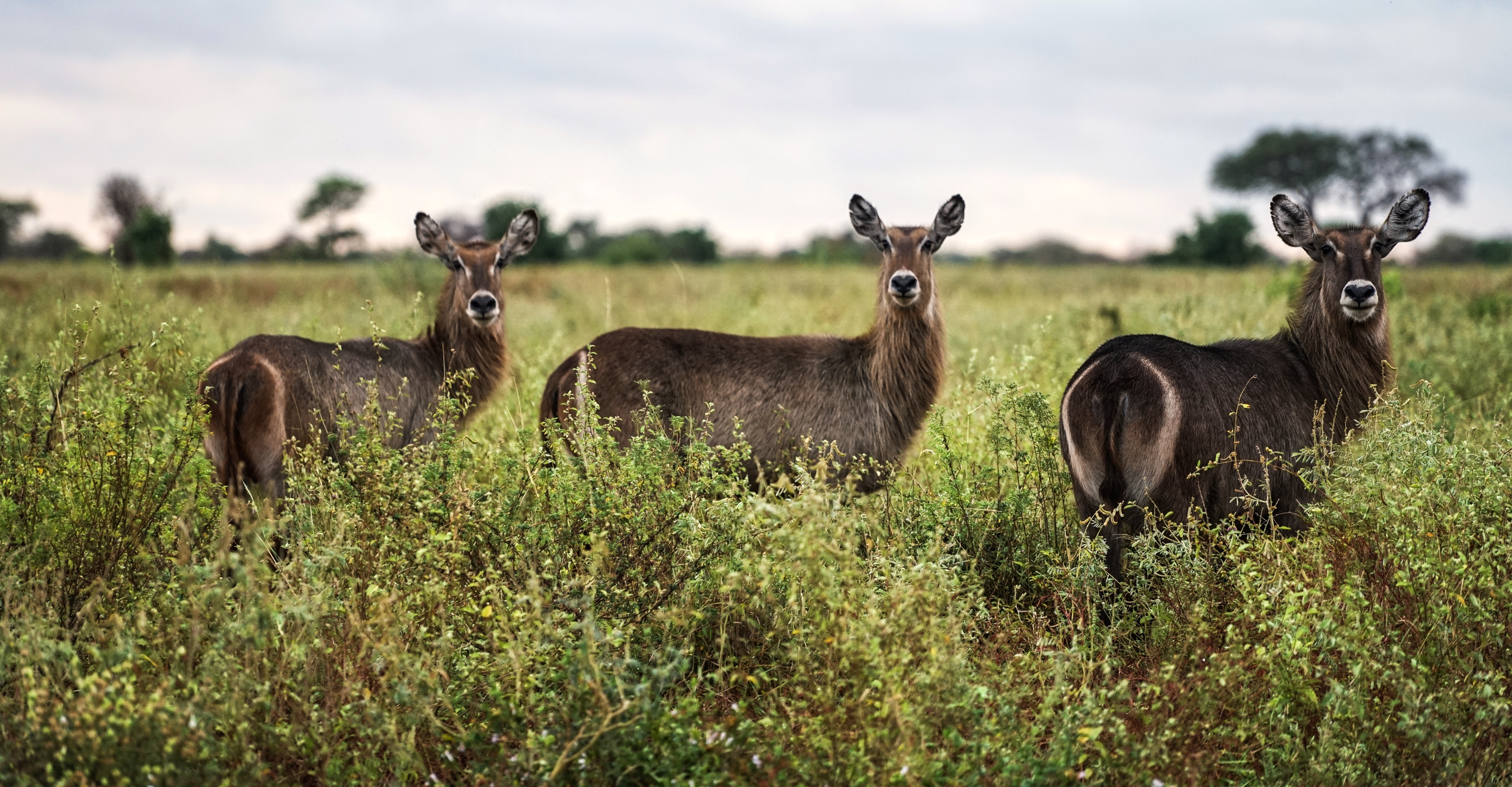
Parque nacional de Meru.

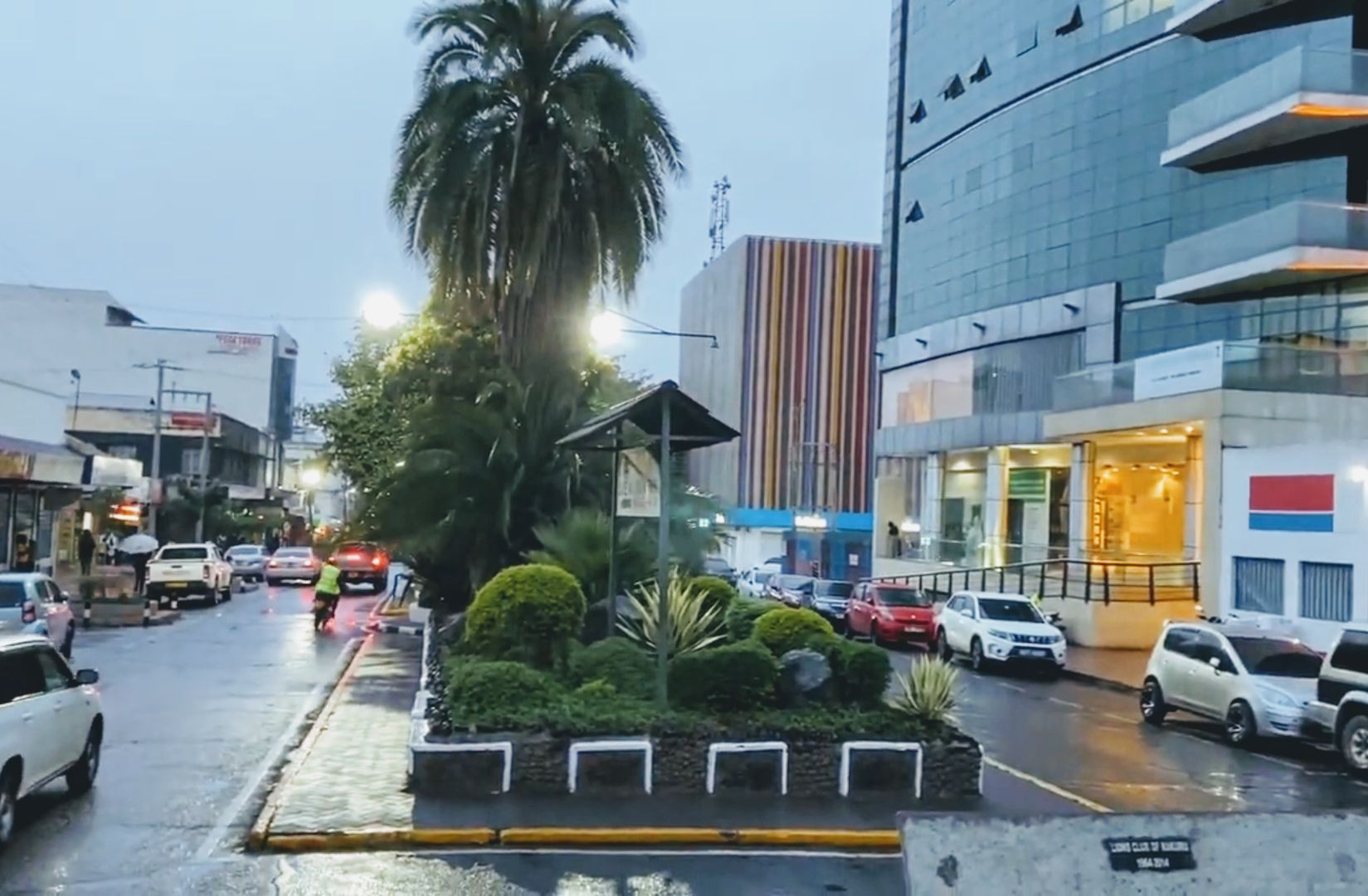
Ciudad de Nakuru.

La región del Monte Kenia, comúnmente llamada « Murima » (que significa « Montaña » en lengua Kikuyu), es una zona geográfica y cultural ubicada en la parte central de Kenia, que rodea el Monte Kenia. Esta región comprende diez condados: Embu, Nyeri, Kirinyaga, Meru, Tharaka-Nithi, Kiambu, Laikipia, Nyandarua y Nakuru, debido a las dinámicas geopolíticas de Kenia. Las principales ciudades de esta región incluyen Nakuru y Thika, siendo Nakuru una de las ciudades más grandes del país. En 2025, la población de la región se estima en alrededor de 11 millones de habitantes, de los cuales la mayoría pertenece a los grupos bantúes de las Tierras Altas, especialmente las comunidades kikuyu, embu, meru, mbeere y tharaka.

## Historia
La región del Monte Kenia ha sido durante mucho tiempo el hogar de las comunidades bantúes de las tierras altas de Kenia. Los Kikuyu (Gikuyu), estrechamente emparentados con los Embu y los Ameru, tradicionalmente sitúan sus orígenes en las laderas del Monte Kenia y los bosques sagrados. En la creencia local, Dios (Ngai) residía en Kirinyaga (Monte Kenia), y el creador Gikuyu vio la tierra prometida desde la cima de la montaña. Para el siglo XIII de nuestra era, estos grupos se habían establecido alrededor del monte y en las fértiles tierras altas centrales. Se organizaban bajo instituciones de clan y por generaciones (por ejemplo, el consejo de ancianos Njuri Ncheke de los meru y los consejos de ancianos Gikuyu – Kiama kia ma) y practicaban la agricultura de subsistencia, la ganadería, la caza y ceremonias rituales en sitios sagrados (sacrificios en los árboles sagrados mugumo, rituales de lluvia en santuarios montañosos, etc.).
A finales del siglo XIX, el Monte Kenia pasó bajo el control del imperio colonial británico. Gran parte de sus tierras altas fértiles se convirtieron en las « Tierras Altas Blancas », desplazando a muchos agricultores locales a reservas. La conciencia política africana surgió, y para la década de 1930 las comunidades kikuyu, embu y meru comenzaron a organizarse a través de grupos como la Asociación Central Kikuyu y posteriormente la Unión Africana de Kenia. Esto culminó en el Levantamiento Mau Mau (1952–1960), una rebelión armada anticolonial liderada en gran parte por los Kikuyu (con muchos partidarios embu y meru) que se ocultaban en los bosques del Monte Kenia y los Aberdares. Miles de insurgentes « juramentados » se refugiaron en el Monte Kenia, atacando fincas de colonos y puestos coloniales. La brutal represión del gobierno colonial durante el estado de emergencia (reubicación de aldeas, campos de detención) causó muchas víctimas en la población local. Figuras notables de la región incluyen a Dedan Kimathi (combatiente de la libertad kikuyu ejecutado por los británicos), Wangari Maathai (posterior galardonada con el Nobel de la Paz oriunda de Nyeri) y Jomo Kenyatta (líder kikuyu de Kiambu encarcelado durante el estado de emergencia y posteriormente primer presidente de Kenia en 1964).
En la Kenia independiente, la región del Monte Kenia ha mantenido su prominencia política. Casi todos sus condados fueron bastiones de la KANU bajo los presidentes Kenyatta y Moi. La región ha producido líderes nacionales (además de Jomo Kenyatta, Mwai Kibaki procedía de Othaya en Nyeri). También ha sido escenario de importantes iniciativas de desarrollo (presas hidroeléctricas en el río Tana en Embu/Meru, expansión de plantaciones de té).

## Demografía
| Año  | Población (en millones) | Tasa de crecimiento |
| ---- | ----------------------- | ------------------- |
| 2020 | 11,010                  | –                   |
| 2021 | 11,189                  | 1,63 %              |
| 2022 | 11,369                  | 1,61 %              |
| 2023 | 11,548                  | 1,57 %              |
| 2024 | 11,729                  | 1,57 %              |
| 2025 | 11,909                  | 1,53 %              |
| 2030 | 12,800                  | 1,50 %              |

Desde 2025, la población de la Región del Monte Kenia es de 11,909 millones, un aumento del 1,83 % con respecto a 2024. El Condado de Kiambu es el más poblado (2,7 millones), seguido por el Condado de Nakuru (2,4 millones). Ambos condados registran también el mayor crecimiento, mientras que el Condado de Tharaka-Nithi y el Condado de Kirinyaga muestran el crecimiento más bajo (0,95 % y 0,91 % respectivamente).  

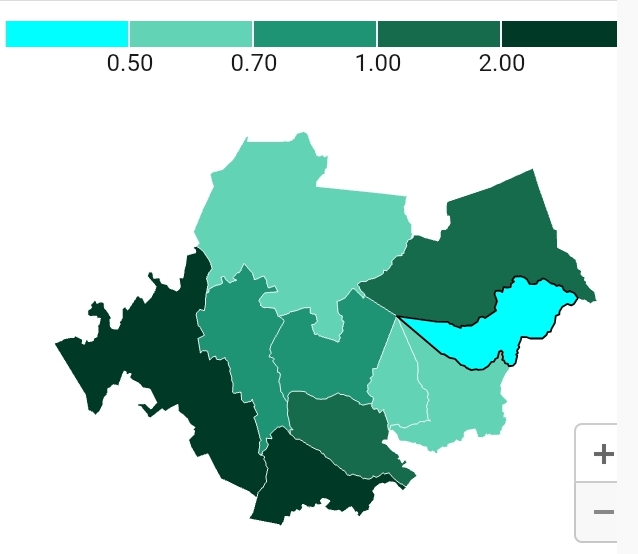
Población de la región del Monte Kenia por condado

|                        | Condado                | 2020   | 2021   | 2022   | 2023   | 2024   | 2025   | 2030 (proyección) |
| ---------------------- | ---------------------- | ------ | ------ | ------ | ------ | ------ | ------ | ----------------- |
| Región del Monte Kenia | Región del Monte Kenia | 11 010 | 11 189 | 11 369 | 11 548 | 11 729 | 11 909 | 12 800            |
| 1                      | Kiambu                 | 2 501  | 2 552  | 2 602  | 2 653  | 2 704  | 2 754  | 3 006             |
| 2                      | Nakuru                 | 2 202  | 2 251  | 2 299  | 2 348  | 2 397  | 2 445  | 2 690             |
| 3                      | Meru                   | 1 565  | 1 586  | 1 606  | 1 626  | 1 646  | 1 666  | 1 765             |
| 4                      | Murang’a               | 1 077  | 1 088  | 1 100  | 1 112  | 1 124  | 1 136  | 1 194             |
| 5                      | Nyeri                  | 810    | 818    | 827    | 835    | 844    | 853    | 895               |
| 6                      | Nyandarua              | 657    | 670    | 683    | 696    | 708    | 721    | 783               |
| 7                      | Kirinyaga              | 637    | 642    | 648    | 653    | 658    | 664    | 690               |
| 8                      | Embu                   | 629    | 635    | 642    | 648    | 655    | 662    | 692               |
| 9                      | Laikipia               | 529    | 539    | 550    | 561    | 572    | 583    | 639               |
| 10                     | Tharaka-Nithi          | 403    | 408    | 412    | 416    | 421    | 425    | 446               |

### Religión
El cristianismo es la religión dominante en la región del Monte Kenia (96 % de los habitantes). El protestantismo es la denominación principal (36 %), especialmente en el Condado de Meru y el Condado de Tharaka-Nithi (más del 40 %). Las iglesias evangélicas y el catolicismo siguen con un 23 %, y las iglesias instituidas africanas representan el 8 %. El islam es minoritario (0,78 %) y el 1,73 % de la población es sin religión, principalmente en el Condado de Laikipia y el Condado de Nakuru.  

| Condado                | Cristianismo | Protestantismo | Catolicismo | Iglesias evangélicas | Iglesias instituidas africanas | Ortodoxia | Otros cristianos | Islam  | Hinduismo | Creencias tradicionales | Otras religiones | Sin religión / Ateos | No sabe | No declarado |
| ---------------------- | ------------ | -------------- | ----------- | -------------------- | ------------------------------ | --------- | ---------------- | ------ | --------- | ----------------------- | ---------------- | -------------------- | ------- | ------------ |
| Región del Monte Kenia | 96,06 %      | 36,50 %        | 22,84 %     | 23,73 %              | 8,01 %                         | 0,59 %    | 4,38 %           | 0,78 % | 0,04 %    | 0,19 %                  | 1,03 %           | 1,73 %               | 0,16 %  | 0,01 %       |
| Embu                   | 97,39 %      | 36,62 %        | 26,98 %     | 22,71 %              | 8,43 %                         | 0,60 %    | 2,06 %           | 0,47 % | 0,02 %    | 0,06 %                  | 0,81 %           | 1,14 %               | 0,11 %  | 0,01 %       |
| Kiambu                 | 96,66 %      | 36,74 %        | 24,51 %     | 21,86 %              | 7,79 %                         | 0,74 %    | 5,01 %           | 0,89 % | 0,05 %    | 0,13 %                  | 0,81 %           | 1,28 %               | 0,16 %  | 0,02 %       |
| Kirinyaga              | 97,94 %      | 39,73 %        | 29,61 %     | 20,19 %              | 5,63 %                         | 0,38 %    | 2,40 %           | 0,40 % | 0,03 %    | 0,04 %                  | 0,55 %           | 0,92 %               | 0,12 %  | 0,01 %       |
| Laikipia               | 92,22 %      | 29,71 %        | 28,75 %     | 21,15 %              | 6,86 %                         | 0,32 %    | 5,42 %           | 1,65 % | 0,04 %    | 1,39 %                  | 1,41 %           | 3,05 %               | 0,24 %  | 0,01 %       |
| Meru                   | 96,26 %      | 40,06 %        | 20,40 %     | 23,82 %              | 8,42 %                         | 0,62 %    | 2,96 %           | 0,82 % | 0,02 %    | 0,13 %                  | 1,23 %           | 1,37 %               | 0,15 %  | 0,02 %       |
| Murang’a               | 97,63 %      | 39,42 %        | 24,68 %     | 19,70 %              | 9,86 %                         | 0,49 %    | 3,49 %           | 0,35 % | 0,01 %    | 0,09 %                  | 0,73 %           | 1,09 %               | 0,09 %  | 0,01 %       |
| Nakuru                 | 93,69 %      | 32,85 %        | 16,31 %     | 30,23 %              | 7,19 %                         | 0,57 %    | 6,53 %           | 1,19 % | 0,08 %    | 0,21 %                  | 1,43 %           | 3,16 %               | 0,23 %  | 0,01 %       |
| Nyandarua              | 95,94 %      | 30,46 %        | 17,13 %     | 30,69 %              | 11,15 %                        | 0,58 %    | 5,92 %           | 0,15 % | 0,01 %    | 0,11 %                  | 1,38 %           | 2                    |         |              |
| Tharaka-Nithi          | 97,39 %      | 44,02 %        | 27,67 %     | 17,90 %              | 4,79 %                         | 0,68 %    | 2,33 %           | 0,19 % | 0,00 %    | 0,06 %                  | 1,04 %           | 1,14 %               | 0,16 %  | 0,02 %       |

### Índice de desarrollo humano

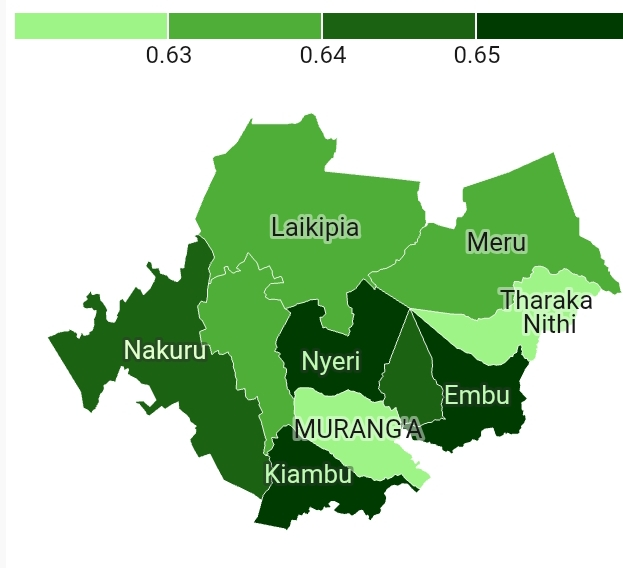
Índice de desarrollo humano de los condados de la región del Monte Kenia

En 2023, el Índice de desarrollo humano de la región del Monte Kenia fue de 0,643, superior al promedio nacional (0,601). Los condados de Nyeri (0,678), Kiambu (0,663) y Embu (0,650) tenían un IDH > 0,65; los condados de Murang’a y Tharaka-Nithi mostraban los valores más bajos (~ 0,62).  
| Puesto                 | Condado                | IDH   |
| ---------------------- | ---------------------- | ----- |
| 1                      | Nyeri                  | 0,678 |
| 2                      | Kiambu                 | 0,663 |
| 3                      | Embu                   | 0,650 |
| 4                      | Kirinyaga              | 0,646 |
| Región del Monte Kenia | Región del Monte Kenia | 0,643 |
| 5                      | Nakuru                 | 0,641 |
| 6                      | Nyandarua              | 0,637 |
| 7                      | Laikipia               | 0,635 |
| 8                      | Meru                   | 0,632 |
| 9                      | Tharaka-Nithi          | 0,626 |
| 10                     | Murang’a               | 0,625 |